# Edoardo Pesce
Pour les articles homonymes, voir Pesce.
Edoardo Pesce, né le 12 septembre 1979 à Rome, est un acteur italien.

## Biographie
Edoardo Pesce s'est formé à l'école Ribalte dirigée par Enzo Garinei, puis à l'école Teatro Azione, dirigée par Isabella Del Bianco et Cristiano Censi.

## Filmographie
- 2007 : Un medico in famiglia (série télévisée)
- 2008 : Romanzo criminale (série télévisée)
- 2010 : 20 sigarette : Tino
- 2010 : Due imbroglioni e mezzo
- 2012 : Viva l'Italia
- 2013 : AmeriQua : Il Nero
- 2013 : Di lavoro si muore
- 2013 : Ganja Fiction
- 2013 : Il terzo tempo : Roberto
- 2013 : Pasolini, la verità nascosta
- 2013 : Roles
- 2013 : Ultimo 4 - L'Occhio del falco
- 2013 : Un matrimonio
- 2014 : Amori elementari
- 2014 : I Cesaroni
- 2014 : Non è mai troppo tardi
- 2015 : Super Italian Family
- 2015 : Tout mais pas ça ! : Gianni
- 2015 : Varicella
- 2016 : Assolo : Istruttore di scuola guida
- 2016 : Il Ministro : Michele
- 2016 : In bici senza sella : Aurelio
- 2016 : Tommaso : Gianni
- 2017 : A Christmas Carol
- 2017 : C'era una volta Studio Uno
- 2017 : Cœurs purs : Lele
- 2017 : Fortunata de Sergio Castellitto : Franco
- 2017 : Niente di serio : Mazinga
- 2017 : The Truth About Love Is... : Simone
- 2018 : Dogman de Matteo Garrone
- 2018 : Il cacciatore
- 2018 : Incline al benessere : forse perde la salute cercandola
- 2019 : Non sono un assassino de Andrea Zaccariello (it)
- 2019 : Io sono Mia de Riccardo Donna : Franco Califano
- 2020 : Gli indifferenti de Leonardo Guerra Seràgnoli (it)
- 2023 : El paraíso d'Enrico Maria Artale

## Télévision
- 2020 : Permette? Alberto Sordi de Luica Manfredi : Alberto Sordi

## Distinctions
- Rubans d'argent 2018 : meilleur acteur pour Dogman.
- David di Donatello 2019 : meilleur acteur dans un second rôle pour Dogman